# Corynephorus canescens
Corynephorus canescens é uma espécie de planta com flor pertencente à família Poaceae. 
A autoridade científica da espécie é (L.) P.Beauv., tendo sido publicada em Essai d'une Nouvelle Agrostographie 90, 149, 159. 1812.
O seu nome comum é erva-pichoneira.

## Portugal
Trata-se de uma espécie presente no território português, nomeadamente em Portugal Continental.
Em termos de naturalidade é nativa da região atrás indicada.

## Protecção
Não se encontra protegida por legislação portuguesa ou da Comunidade Europeia.